# Ivy, Virginia
Ivy är en så kallad census-designated place i Albemarle County i Virginia. Vid 2010 års folkräkning hade Ivy 905 invånare.

## Kända personer från Ivy
- Meriwether Lewis, upptäcktsresande